# Premi César 2005

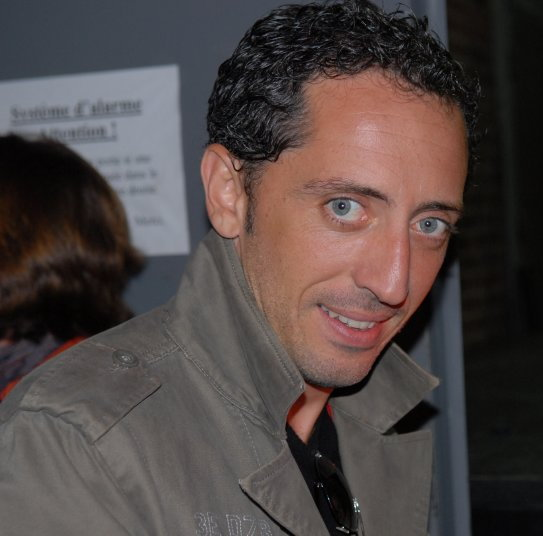
Gad Elmaleh presentatore della cerimonia

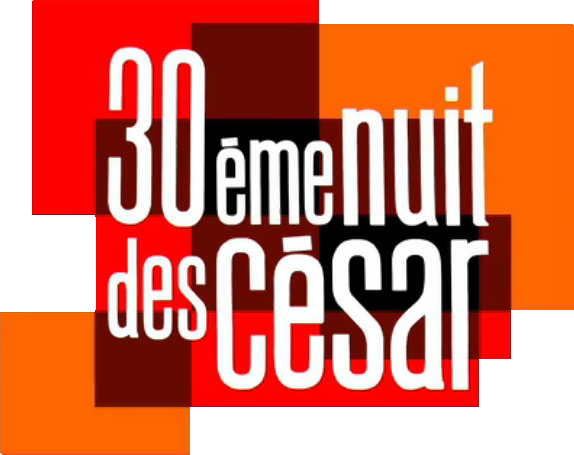
Logo di 30e César

La cerimonia di premiazione della 30ª edizione dei Premi César si è svolta il 26 febbraio 2005 al Théâtre du Châtelet di Parigi. È stata presieduta da Isabelle Adjani e presentata da Gad Elmaleh. È stata trasmessa da Canal+.
Il film che ha ottenuto il maggior numero di candidature (dodici) e vinto il maggior numero di premi (cinque) è stato Una lunga domenica di passioni (Un long dimanche de fiançailles) di Jean-Pierre Jeunet.

## Vincitori e candidati
I vincitori sono indicati in grassetto, a seguire gli altri candidati.

### Miglior film
- La schivata (L'esquive), regia di Abdellatif Kechiche
- Les choristes - I ragazzi del coro (Les choristes), regia di Christophe Barratier
- Una lunga domenica di passioni (Un long dimanche de fiançailles), regia di Jean-Pierre Jeunet
- I re e la regina (Rois et reine), regia di Arnaud Desplechin
- 36 Quai des Orfèvres, regia di Olivier Marchal

### Miglior regista
- Abdellatif Kechiche - La schivata (L'esquive)
- Christophe Barratier - Les choristes - I ragazzi del coro (Les choristes)
- Arnaud Desplechin - I re e la regina (Rois et reine)
- Jean-Pierre Jeunet - Una lunga domenica di passioni (Un long dimanche de fiançailles)
- Olivier Marchal - 36 Quai des Orfèvres

### Miglior attore
- Mathieu Amalric - I re e la regina (Rois et reine)
- Daniel Auteuil - 36 Quai des Orfèvres
- Gérard Jugnot - Les choristes - I ragazzi del coro (Les choristes)
- Benoît Poelvoorde - Podium
- Philippe Torreton - L'équipier

### Miglior attrice
- Yolande Moreau - Quand la mer monte
- Maggie Cheung - Clean - Quando il rock ti scorre nelle vene (Clean)
- Emmanuelle Devos - I re e la regina (Rois et reine)
- Audrey Tautou - Una lunga domenica di passioni (Un long dimanche de fiançailles)
- Karin Viard - Le rôle de sa vie

### Migliore attore non protagonista
- Clovis Cornillac - Mensonges et trahisons et plus si affinités...
- François Berléand - Les choristes - I ragazzi del coro (Les choristes)
- André Dussollier - 36 Quai des Orfèvres
- Maurice Garrel - I re e la regina (Rois et reine)
- Jean-Paul Rouve - Podium

### Migliore attrice non protagonista
- Marion Cotillard - Una lunga domenica di passioni (Un long dimanche de fiançailles)
- Ariane Ascaride - Le ricamatrici (Brodeuses)
- Mylène Demongeot - 36 Quai des Orfèvres
- Julie Depardieu - Podium
- Émilie Dequenne - L'équipier

### Migliore promessa maschile
- Gaspard Ulliel - Una lunga domenica di passioni (Un long dimanche de fiançailles)
- Osman Elkharraz - La schivata (L'esquive)
- Damien Jouillerot - Les fautes d'orthographe
- Jérémie Renier - Violence des échanges en milieu tempéré
- Malik Zidi - I tempi che cambiano (Les temps qui changent)

### Migliore promessa femminile
- Sara Forestier - La schivata (L'esquive)
- Marilou Berry - Così fan tutti (Comme une image)
- Lola Naymark - Le ricamatrici (Brodeuses)
- Sabrina Ouazani - La schivata (L'esquive)
- Magali Woch - I re e la regina (Rois et reine)

### Migliore sceneggiatura originale o miglior adattamento
- Abdel Kechiche e Ghalia Lacroix - La schivata (L'esquive)
- Arnaud Desplechin e Roger Bohbot - I re e la regina (Rois et reine)
- Agnès Jaoui e Jean-Pierre Bacri - Così fan tutti (Comme une image)
- Jean-Pierre Jeunet e Guillaume Laurant - Una lunga domenica di passioni (Un long dimanche de fiançailles)
- Olivier Marchal, Frank Mancuso e Julien Rappeneau - 36 Quai des Orfèvres

### Migliore fotografia
- Bruno Delbonnel - Una lunga domenica di passioni (Un long dimanche de fiançailles)
- Jean-Marie Dreujou - Due fratelli (Deux frères)
- Éric Gautier - Clean - Quando il rock ti scorre nelle vene (Clean)

### Miglior montaggio (Meilleur montage)
- Noëlle Boisson - Due fratelli (Deux frères)
- Hachdé - 36 Quai des Orfèvres
- Hervé Schneid - Una lunga domenica di passioni (Un long dimanche de fiançailles)

### Migliore scenografia
- Aline Bonetto - Una lunga domenica di passioni (Un long dimanche de fiançailles)
- François Chauvaud - Les choristes - I ragazzi del coro (Les choristes)
- Jean-Pierre Fouillet - Immortal ad vitam (Immortel (ad vitam))

### Migliori costumi
- Madeline Fontaine - Una lunga domenica di passioni (Un long dimanche de fiançailles)
- Catherine Bouchard - Podium
- Pierre-Jean Larroque - Arsenio Lupin (Arsène Lupin)

### Migliore musica
- Bruno Coulais - Les choristes - I ragazzi del coro (Les choristes)
- Angelo Badalamenti - Una lunga domenica di passioni (Un long dimanche de fiançailles)
- Tony Gatlif e Delphine Mantoulet - Exils
- Nicola Piovani - L'équipier

### Miglior sonoro
- Daniel Sobrino, Nicolas Cantin e Nicolas Naegelen - Les choristes - I ragazzi del coro (Les choristes)
- Pierre Mertens, François Maurel, Sylvain Lasseur e Joël Rangon - 36 Quai des Orfèvres
- Jean Umansky, Gérard Hardy e Vincent Arnardi - Una lunga domenica di passioni (Un long dimanche de fiançailles)

### Miglior film straniero
- Lost in Translation - L'amore tradotto (Lost in Translation), regia di Sofia Coppola
- I diari della motocicletta (Diarios de motocicleta), regia di Walter Salles
- Fahrenheit 9/11, regia di Michael Moore
- Se mi lasci ti cancello (Eternal Sunshine of the Spotless Mind), regia di Michel Gondry
- 21 grammi (21 Grams), regia di Alejandro González Iñárritu

### Migliore opera prima
- Quand la mer monte, regia di Gilles Porte e Yolande Moreau
- Les choristes - I ragazzi del coro (Les choristes), regia di Christophe Barratier
- Podium, regia di Yann Moix
- Le ricamatrici (Brodeuses), regia di Éléonore Faucher
- Violence des échanges en milieu tempéré, regia di Jean-Marc Moutout

### Miglior film dell'Unione europea
- Un bacio appassionato (A Fond Kiss), regia di Ken Loach ex aequo La vita è un miracolo (Život je čudo), regia di Emir Kusturica
- La mala educación, regia di Pedro Almodóvar
- Mondovino, regia di Jonathan Nossiter
- Sarabanda (Saraband), regia di Ingmar Bergman

### Miglior cortometraggio
- Cousines, regia di Lyes Salem
- Hymne à la gazelle, regia di Stéphanie Duvivier
- La méthode Bourchnikov, regia di Grégoire Sivan
- Les parallèles, regia di Nicolas Saada

### Premio César onorario
- Jacques Dutronc
- Will Smith